# Istvan
Istvan je moško osebno ime.

## Izvor imena
Ime Istvan je madžarska različica moškega osebnega imena Štefan.

## Pogostost imena
Po podatkih Statističnega urada Republike Slovenije je bilo na dan 31. decembra 2007 v Sloveniji število moških oseb z imenom Istvan: 37.

## Osebni praznik
V koledarju je ime Istvan zapisano skupaj z imenom Štefan.